# Gozdna železnica Lendava–Bogojina
Gozdna železnica Lendava - Bogojina je bila prometna pot za prevoz lesa
od železniške postaje Lendave do gozdov grofa Esterhazyja
pri Bogojini.
Esterhazijeve gozdove v okolici Bogojine, v katerih so rastli predvsem bukev, hrast in beli gaber je izkoriščala delniška družba »Našička, tvornica tanina i paropila d.d. Zagreb«
iz Našic, ki je bilo drugo največje gozdnogospodarsko in lesnopredelovalno podjetje stare Avstrije v Slavoniji. Za izkoriščanje 3300 ha gozdov so pričeli leta 1917 graditi gozdno železnico s tirno širino 76 cm od železniške postaje v Lendavi proti Bogojini. Celotna dolžina preprosto grajene proge, prirejene za parno vleko je bila 26,4 km. Pri gradnji so uporabljali bukove in borove neimpregnirane pragove, na katere so pribili lahke tirnice teže 9,5 kg na tekoči meter.
Družba Našička, ki je izkoriščala gozdove je na železnici uporabljala tri triosne parne lokomotive, ki so jih pripeljali iz Slavonije. Lokomotive so bile standardnega tipa za ozkotirne železnice, naerejene leta 1900 v tovarni Kraus & Co v Linzu. Kurili so jih z lesom ali ogljem. Običajno sta obratovali dve lokomotivi, tretja pa je bila v rezervi.
Tovorni vagoni so bili klasični leseni gozdni vagoni, gipi in rame, kakršne so takrat uporabljali na ozkotirnih gozdnih železnicah, z lesenimi ročnimi zavorami, nevzmeteni in z maloštevilnimi kovinskimi deli. Na rame so naložili do 16 m³ polen, tehnični les, dolg do 8 m pa so nalagali na gipe.
Tovorni vlaki so vozili predvsem podnevi, ponoči le redkoma. Običajno sta vsak dan peljala po dva vlaka v gozd in nazaj. Gozdna železnica se je začela v kilometru 92,4 državnih železnic pri postaji v Lendavi. Tu je bilo tudi skladišče lesa in rampa za pretovarjanje na normalnotirne vagone. V začetku so les iz Lendave vozili na žago v Našice. Leta 1929 pa so pri skladišču na postaji v Lendavi postavili novo parno žago z enim polnojarmenikom in šestimi cirkularnimi žagami.
Leta 1937 se je proga končala v kilometru 20,6, kjer je bila tudi končna postaja z izogibališčem. Na samo progo pa se je navezovalo še več stranskih oddcepov in sicer:
- km 4,935; odcep A dolžine 1,030 km
- km 5,632; odcep B dolžine 0,985 km
- km 20,316; odcep C dolžine 2,472 km
- km 20,304; odcep D dolžine 1,326 km
- Tudi v kilometru 16,00 je bil odcep v smeri proti Kobilju, a dolžina ni znana.

V odcepih C in D so bila izogibališča dolga po 50 metrov namenjena srečevanju (križanju) vlakov.
Prvo izogibališče enake dolžine, pa je bilo že na začetku proge pri Lendavi v km 1,405.
V letih 1928 in 1929 so zgradili še en odsek gozdne železnice od Lendave proti Murski šumi po nasipu reke Ledave mimo naselja Pince Marof do sotočja Ledave in Mure.Odsek je bil dolg 12 km. S tem odsekom in prejšnimi (Lendava - Bogojina) je bilo v Prekmurju v celoti kar 38,4 km gozdnih železniških prog.
Gozdne proge so obratovale do konca druge svetovne vojne. Po vojni prog niso več uporabljali. Za obratovanje žage v Lendavi so pričeli les voziti po cestah s tovornjaki. Od gozdne železnice danes ni ostalo nič, razen nekaj poraslih ostankov tras železniške proge, sicer pa so po ostalih trasah po vojni zgradili gozdne ceste.